# Margherita d’Anjou
Margherita d'Anjou («Margarita de Anjou») es una ópera en dos actos con música de Giacomo Meyerbeer y libreto en italiano de Felice Romani, basado en un tema de René Charles Guilbert de Pixérécourt. Fue la cuarta ópera de Meyerbeer en italiano y su primer éxito. Se estrenó en el Teatro alla Scala de Milán el 14 de noviembre de 1820. 

## Personajes
| Personaje          | Tesitura     | Reparto del estreno, 14 de noviembre de 1820 (Director: - ) |
| ------------------ | ------------ | ----------------------------------------------------------- |
| Margherita         | soprano      | Clementina Pellegrini                                       |
| Isaura             | mezzosoprano | Rosa Mariani                                                |
| Duque de Lavarenne | tenor        | Nicola Tacchinardi                                          |
| Carlo Belmonte     | bajo         | Nicolas Levasseur                                           |
| Michele Gamautte   | bajo         | Nicola Bassi                                                |
| Gertrude           | soprano      | Paola Monticelli                                            |
| Bellapunta         | tenor        | Pietro Gentili                                              |
| Orner              | bajo         |                                                             |
| Riccardo           | bajo         |                                                             |